# 太原旧城墙遗址
太原旧城墙遗址，位于山西省太原市杏花岭区巨轮街道北大街中社区。
明代太原城墙始建于明洪武年间，周长24里，共有8道城门，8座城楼和4座角楼，高约12米。1949年4月24日，太原战役中，太原城墙严重毁损。1951年，太原城墙开始拆除；1960年，因遭遇三年困难，拆除工作暂停，又因城墙西北角附近建有子弹库，考虑到安全因素，城墙西北的一小段得以残存。

## 保护
2000年9月21日，太原旧城墙遗址公布为第二批太原市文物保护单位。2003年，拱极门（小北门）重修，城楼重建。